# Чудновка
Чудновка — деревня в Куркинском районе Тульской области России.
В рамках административно-территориального устройства относится к Михайловской волости Куркинского района, в рамках организации местного самоуправления включается в Михайловское сельское поселение.

## География
Расположена на реке Непрядва (при впадении в неё Ситки), в 19 км к северо-западу от райцентра, посёлка городского типа Куркино, и в 91 км к юго-востоку от областного центра, города Тулы.
На юге примыкает к деревне Свобода, а на западе — к посёлку Михайловский (по другую сторону реки Ситки).

## Население
| 2002 | 2010 |
| ---- | ---- |
| 147  | ↘128 |